# Johann Heinrich Gerth
Johann Heinrich Gerth, född i Frankfurt am Main, död 13 maj 1696 i Stockholm, var en svensk präst.

## Biografi
Johann Heinrich Gerth föddes i Frankfurt am Main. Han flyttade 1672 till Sverige och blev hovpredikant hos drottningen Hedvig Eleonora. År 1673 blev han överhovpredikant hos drottningen och hennes biktfader. Gerth blev 1 oktober 1675 teologie doktor vid Uppsala universitet och utnämndes 1684 till biskop i Estland. Han blev 24 december 1689 kyrkoherde i Tyska S:ta Gertruds församling i Stockholm. Genom ett kungligt brev 4 januari 1690 fick han behålla båda tjänsterna. Från 13 oktober 1691 var han även biskop i Revals stift. Gerth tog avsked från tjänsterna som biskop 1693. Han avled 1696 i Stockholm.

### Familj
Gerth gifte sig 5 december 1689 i Hovförsamlingen, Stockholm med Birgitta Dorothea Brask (död 1705). De fick tillsammans sonen pastorn Johann Heinrich Gert i Kusal.